# Galatina
Galatina es una ciudad italiana, de aproximadamente 27.710 habitantes localizada en la región de Apulia, en la zona sur de la provincia de Lecce, es famosa por su arquitectura barroca y sus imponentes catedrales.

## Evolución demográfica
| Gráfica de evolución demográfica de Galatina entre 1861 y 2001 |
|                                                                |
| Fuente ISTAT - elaboración gráfica de Wikipedia                |

## Historia
En el momento de su fundación en el IX, Galatina se llamaba As Petro. En la región se hablaba el griko , un dialecto grecocalabrés que es próximo al idioma griego antiguo. La leyenda dice que habría sido fundada en recuerdo de San Pedro, que habría parado aquí llegando desde Antioquía.
Desde épocas remotas fue un principal foco de comercio, debido a su cercanía con el Mar Mediterráneo, y su posición ventajosa, para adentrarse en el país.
En 1383, Raimondo Orsini del Balzo, llamado Raimondello, un personaje importante de esa época, mandó edificar un imponente edificio religioso que fuera sinónimo del esplendor de su nación, con una construcción muy fina. Tiempo después se terminó y en 1992 fue declarado como basílica de Santa Catalina de Alejandría (Basilica di Santa Caterina d'Alessandria).

## Edificios importantes

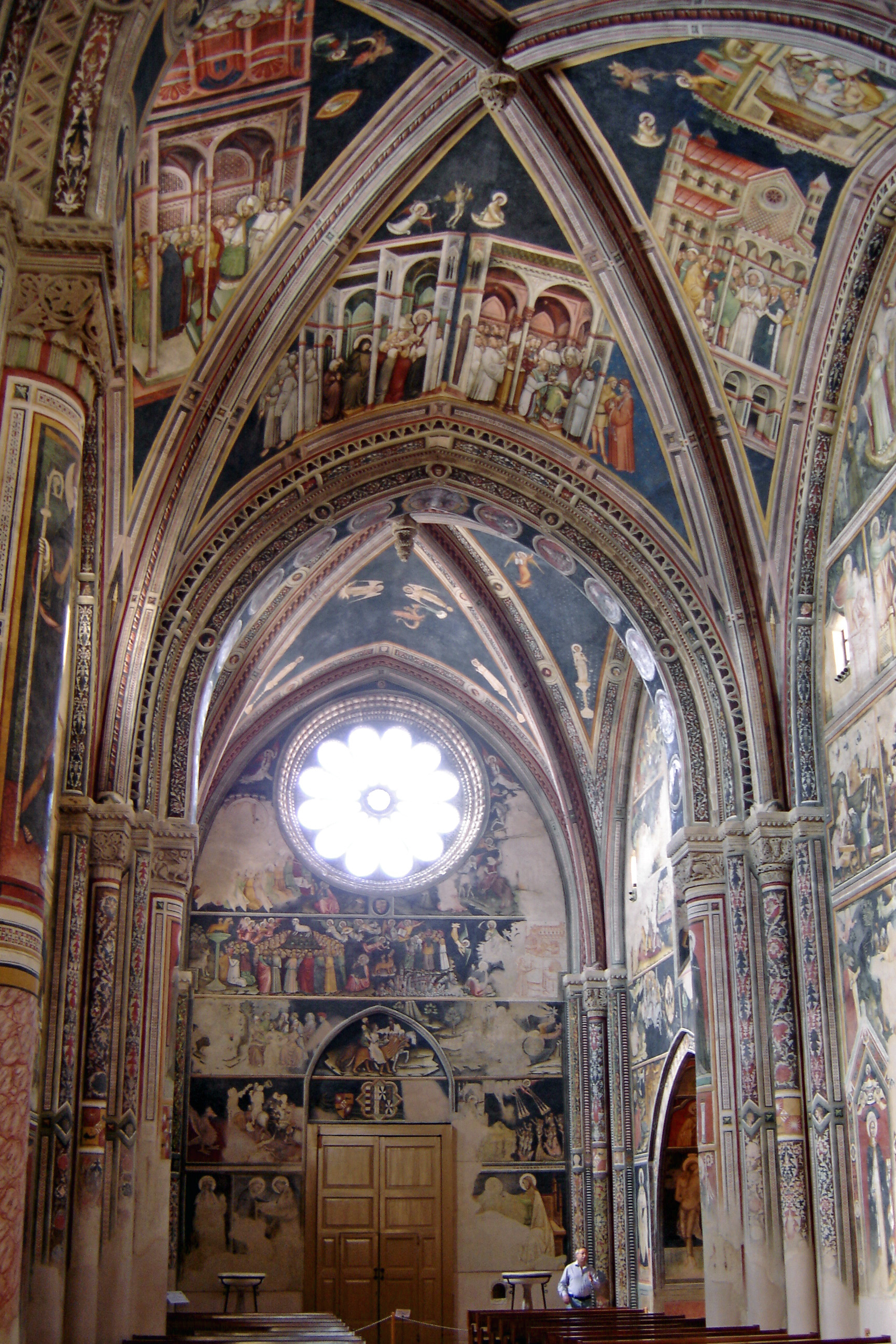
Interior de la basílica de Santa Catalina de Alejandría, donde se observa la cubrición con frescos.

La mayor parte de los edificios principales, está basado en el barroco, gótico y románico.
La basílica de Santa Catalina de Alejandría, declarada monumento nacional en 1870, es uno de los monumentos más destacados del arte románico y gótico italiano. Fue construida a instancias de Raimondo Orsini del Balzo entre 1383 y 1391 para albergar la reliquia del dedo de Santa Catalina de Alejandría que trajo a Galatina a su regreso de las Cruzadas. Su interior está cubierto de frescos del XV de varios autores, entre ellos, Franciscus De Arecio (1435). El ábside contiene el bello mausoleo del hijo del fundador, un dosel sostenido por cuatro columnas, con su estatua debajo.  
También se encuentran aquí la iglesia matriz de los Santos Pedro y Pablo (siglo XIV, reconstruida en el XVV, con una monumental fachada barroca, con la típica piedra de Salento y la iglesia de San Pablo, que cuenta con una excepcional visita de feligreses durante todo el año que, además de venerar al santo, visitan la fuente "milagrosa" cuyas aguas, según dice la tradición, cura enfermedades.
La crisálida es una escultura de piedra caliza hecha por el artista Gaetano Martinez. Durante la Segunda Guerra Mundial fue destruido un edificio cercano a dicha escultura, derribando otro monumento. Finalizada la guerra se erigió un monumento en las bases del antiguo, un soldado en bronce que porta una arma verdadera. 

## Comunicaciones
En la ciudad de Galatina, se encuentran las siguientes estaciones radiales: 
- Radio Sole
- Radio Orizzonti Activity
- Radio Orizzonti Due

## Personas ilustres
- Gaetano Martínez - Escultor, esculpió La pupa.
- Fortunato Cesari - Piloto acróbata de aviones
- Pietro Siciliani - Médico y escritor, entre sus obras destacan Sul rinnovamento della filosofía positivistica in Italia
- Gioacchino Toma - Pintor, pinto la Un torturato dall'inquisizione; Messa in casa
- Pietro Cavoti - Artista, ilustró la Storia dell'Italia Antica

## Hermanamientos
- Novi Grad, Bosnia y Herzegovina
- Sapes, Grecia